# Ömer Bedrettin Uşaklı
Ömer Bedrettin Uşaklı (ur. 24 sierpnia 1904 w Uşaku, zm. 23 lutego 1946 w Stambule) – turecki poeta.
Skończył szkołę podstawową w Uşaku i szkołę średnią w Sivas, później pracował w administracji. Odbył praktykę w Bursie, później był zastępcą gubernatora Mudanyi i gubernatorem Artvina, a 1938-1943 inspektorem nieruchomości. W 1943 został parlamentarzystą z Kütahyi. W 1926 wydał zbiór wierszy Deniz Sarhoşları (Upojeni morzem), a w 1940 Sarıkız Mermerleri (Marmury z Sarıkız); jego twórczość jest przepełniona miłością do ojczystej ziemi i opisami piękna rodzimej Anatolii. Zmarł przedwcześnie na gruźlicę.